# 解万英
解万英（1939年—1992年10月13日），中国陕西省人，1966年毕业于北京大学经济学系，同年留校任教。中国共产党员，北京大学经济学院资料室主任、副研究馆员（档案领域副高级职称，相当于副教授）。

## 生平
1939年出生，1966年毕业于北大经济系并留校任教，后调往资料室工作兼做教学。
他支持计划经济体制，反对市场经济，曾在学院内部刊物上发表《理直气壮地反对私有制》、《关于分配不公的争论及其治理》等文章，反对私有化及其引发的经济收入分配不公。
1992年10月13日（即中共十四大召开的第二天）凌晨，北京大学经济学院资料室主任兼院行政系统党支部书记、副研究馆员、硕士研究生导师解万英跳楼身亡，享年53岁。
据当地公安机关勘察现场，发现在五楼教室留有死者一件大衣和一台收音机，椅上有死者足迹；书桌上放着一本《求是》杂志，封面空白处，死者用圆珠笔写下“共产主义必定胜利”八个字。最终确认，死者是因不满10月12日中共十四大提出发展“社会主义市场经济”的口号才跳楼。